# Západní zrada

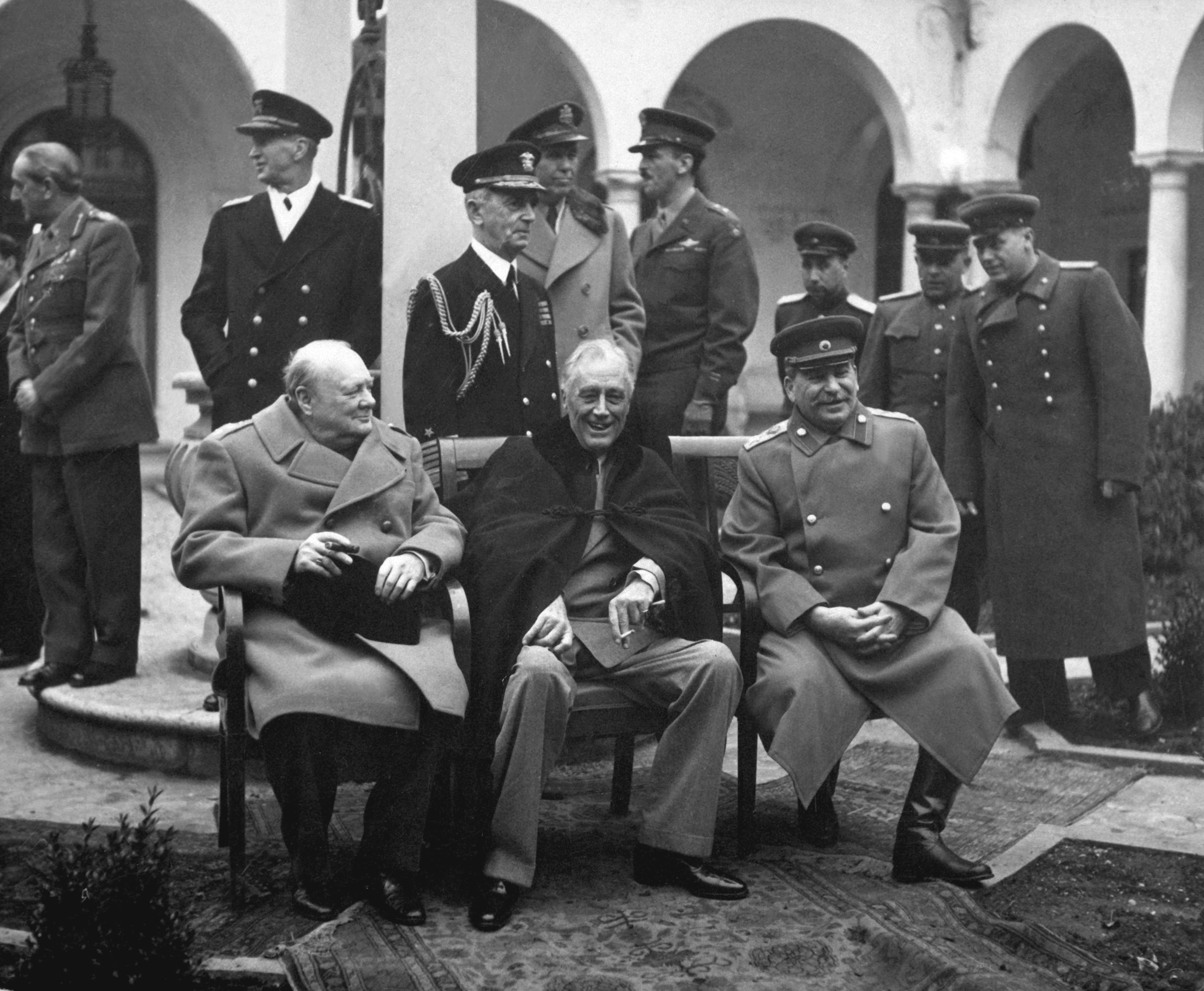
"Velká trojka" na Jaltské konferenci: W. Churchill (Spojené království), F. D. Roosevelt (USA) a J. V. Stalin (SSSR)

Jako západní zrada (anglicky Western betrayal) je někdy označován postoj a jednání západních mocností (Spojené království, Francie a někdy i Spojené státy), kdy nedokázaly splnit své právně-politické, diplomatické, vojenské a morální závazky vůči svým spojencům Československu a Polsku před a po druhé světové válce. Pojem se někdy vztahuje také na další státy střední a východní Evropy té doby.

## Vymezení pojmu
Termín se vztahuje k několika událostem, včetně zrádného postoje spojenců vůči Československu během Mnichovské dohody a následné okupace hitlerovským Německem, stejně jako selhání Francie a Spojeného království v pomoci Polsku, když byla v roce 1939 země napadena Německem a Sovětským svazem.
Stejný koncept také odkazuje na ústupky, které učinily Spojené státy a Spojené království Sovětskému svazu během konferencí v Teheránu, Jaltě a Postupimi, a na jejich pasivní postoj během varšavského povstání proti nacistické okupaci a poválečných událostí, které přidělovaly regionu do sovětské sféry vlivu a vytvořil komunistický východní blok.
Historicky se takové názory prolínaly s některými z nejvýznamnějších geopolitických událostí 20. století, včetně vzestupu a posílení nacistické Třetí říše, vzestupu Sovětského svazu jako dominantní supervelmoci s kontrolou nad východní částí Evropy a různé smlouvy, aliance a pozice přijaté během druhé světové války a po ní, jež vyústily ve studenou válku.
Jako nedostatečná je také vnímána vojenská či politická podpora antikomunistických akcí (povstání v Německé demokratické republice v roce 1953, maďarská revoluce v roce 1956 a během demokratických reforem v Československu v roce 1968, tzv. " Pražské jaro ").
Podle některých historiků (Grigorij Javlinskij ad.) zanechaly zkušenosti „zrady“ na Jaltě a v Mnichově pocit poškození středoevropské národní psychiky, jejichž ohlasy se objevily také během debat o rozšíření NATO.

## Československo

### Mnichovská konference
Termín Zrada Západu (angl. Betrayal of the West) vznikl po Mnichovské konferenci v roce 1938, kdy bylo Československo nuceno postoupit Německu oblast Sudet osídlenou převážně německým obyvatelstvem, včetně československého pohraničního opevnění a prostředků schopných účinné obrany proti německé invazi. 
Další části Československa, Záolší připadlo Polsku a část území na základě První vídeňská arbitráž bylo navráceno k Maďarsku. Následujícího roku byl vyhlášen Slovenský stát, čímž zaniklo Československo. Druhý den byla Maďarská vojska obsadila a anektovala Podkarpatskou Rus a o den později německá armáda obsadila české země, načež byl vyhlášen Protektorát Čechy a Morava.
Spolu s Itálií a nacistickým Německem podepsaly mnichovskou smlouvu Británie a Francie – spojenec Československa. Československá smlouva s Francií, ji zavazovala k vojenské pomoci Československu v případě napadení.
V běžném politickém i veřejném životě se ujal novinový výraz západní zrada, který s pocity s tím spojenými se v českém prostředí stal stereotypem. Současně vznikly podobné české výrazy Mnichov, Mnichovská zrada, Mnichovský diktát a zrada spojenců s prakticky stejným významem. Komunistický básník František Halas vydal báseň s verši „zvoní zrady zvon“.
Winston Churchill v tomto kontextu řekl: „Británie a Francie si musely vybrat mezi válkou a hanbou. Vybrali si ostudu. Budou mít válku." 

### Pražské povstání
5. května 1945 se Pražané dozvěděli o americké invazi 3. americké armády do Československa a vzbouřili se proti německé okupaci. Taktické podmínky byly příznivé pro americký postup od západu a generál Patton, velení armády, požádal o povolení pokračovat na východ k řece Vltavě, aby pomohl českým partyzánům bojujícím v Praze. To však z politických důvodů zamítl generál Eisenhower, který nebyl ochoten přijmout americké ztráty a riskovat znepřátelení Sovětského svazu. Během čtyř dnů pouličních bojů zahynulo několik tisíc Čechů, ale Praha se za vydatné pomoci kontroverzní Ruské osvobozenecké armády ubránila a 9. května definitivně osvobozena. Do města dorazily tanky Rudé armády, což ve výsledku výrazně posílilo postavení KSČ. To byl podle jistého britského diplomata okamžik, kdy „bylo Československo pro Západ definitivně ztraceno“. 